# Chiesa di San Salvatore (Legnano)
La chiesa di San Salvatore era un luogo di culto cattolico di Legnano. Intitolata a Gesù Salvatore, fu edificata tra il X ed il XI secolo e venne abbattuta nel XV secolo per lasciare spazio alla basilica di San Magno. Finché restò aperta al culto, fu la chiesa più importante di Legnano. Dell'antica chiesa di San Salvatore rimangono i resti del suo campanile, ora inglobati nella basilica di San Magno.

## Storia

### La costruzione
Come accennato, prima della basilica di San Magno la comunità legnanese faceva riferimento alla chiesa parrocchiale di San Salvatore, la cui costruzione risalirebbe, secondo alcuni studi, al X oppure all'XI secolo. Il fatto che l'edificazione della chiesa possa essere stata anteriore all'anno 1000 è legata all'intitolazione del tempio legnanese al Gesù Salvatore, la cui devozione fu grande durante l'epoca longobarda.
La chiesa di San Salvatore compare per la prima volta sui documenti in due elenchi di chiese compilati nel 1304 e nel 1389. Un altro documento che ne attesta la presenza è datato 3 aprile 1406, mentre la prima parrocchia di Legnano venne creata successivamente, il 24 dicembre 1482, con il nome di "parrocchia di San Magno e San Salvatore". All'epoca, a Legnano, era molto infatti sentito anche il culto di san Magno, tant'è che in seguito gli venne dedicata la basilica e divenne il santo patrono della città.

### Il luogo di edificazione

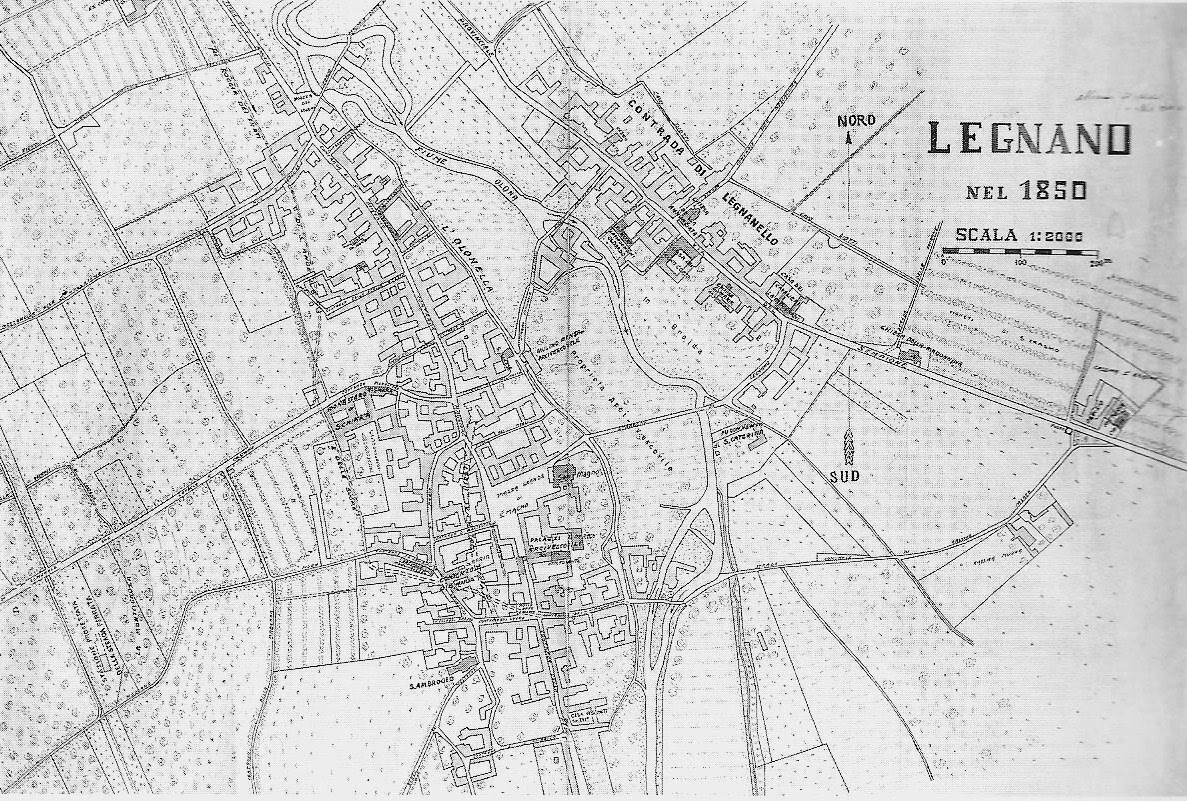
Una mappa di Legnano del 1850: si vedono ancora i due abitati di Legnano e Legnanello (all'epoca ancora distinti) divisi dall'Olona e dall'Olonella

La chiesa di San Salvatore era situata sulla stessa area dove sorge la basilica di San Magno. L'ingresso, che era situato a nord, era prospiciente a una stradina che portava alla cosiddetta "Braida Arcivescovile", ovvero a un'isola naturale del fiume Olona di proprietà della Curia, grazie alla presenza di un ponte che era attraversava l'Olonella, cioè il ramo secondario del corso d'acqua che originava la Braida. 

Sulla sinistra, la basilica di San Magno nel 1919. In primo piano sulla destra, di fronte all'ingresso di palazzo Malinverni, l'Olonella prima dell'interramento.

In epoca medioevale Legnano era divisa in due parti, l'abitato principale, che era situato sulla riva destra dell'Olonella e che corrisponde all'attuale centro della città (la cosiddetta Contrada Granda, in dialetto legnanese), e un borgo più piccolo, Legnanello, che era situato sulla riva sinistra del fiume. L'Olonella si staccava dal fiume prima di Legnano e, dopo essere passata dietro al borgo principale vicino alla chiesa di San Salvatore, rientrava nell'Olona.
L'Olonella è stata poi interrata nella prima parte del XX secolo. I due centri abitati si sono poi saldati in un unico conglomerato urbano con l'espansione edilizia del XX secolo.

### La chiesa

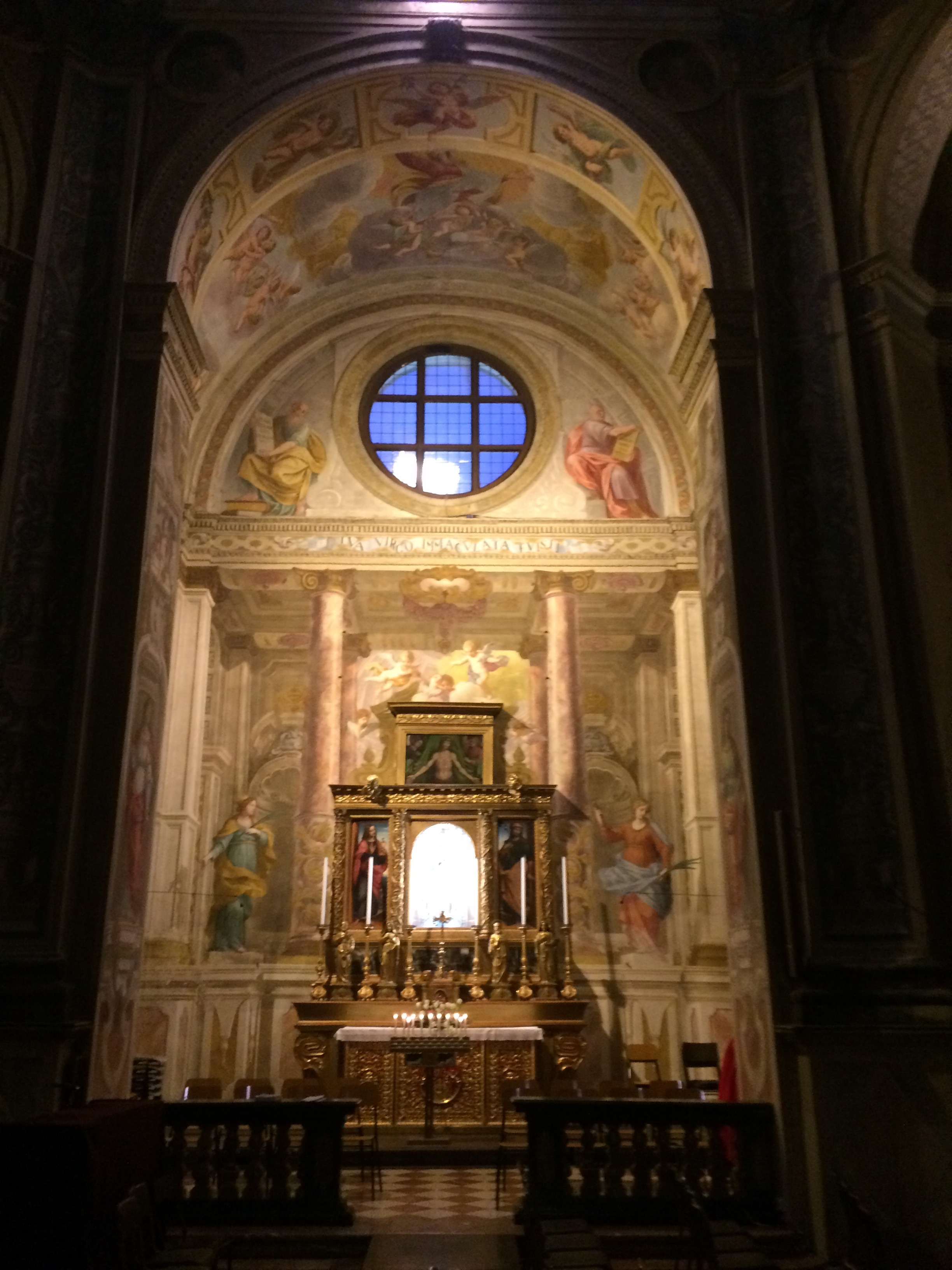
La cappella dell'Immacolata della basilica di san Magno, con al centro la pala d'altare del Giampietrino

Tale edificio religioso, come si può dedurre dai resti del campanile, ora inglobati nella basilica di San Magno, era di stile romanico arcaico e aveva la struttura muraria formata da ciottoli legati con malta. Gli angoli erano contraddistinti da grandi pietre squadrate. La chiesa di San Salvatore aveva una forma rettangolare ed il suo interno era diviso da tre navate che si concludevano con un'abside.
La struttura muraria dell'edificio e le colonne che dividevano le tre navate erano realizzate in sassi e calce. L'abside centrale, che era quella principale, era intitolata al Gesù Salvatore e a Magno di Milano: per tale motivo questo antico tempio legnanese era conosciuto anche con il nome di "chiesa di San Salvatore e di San Magno".
Nei già citati elenchi di chiese del XIV è anche citata la "chiesa di San Salvatore in canonica". Questo edificio religioso aveva cinque altari: quello di san Biagio, quello di san Giovanni Battista, quello dei santi Fiippo e Giacomo, quello di san Paolo e quello di san Tommaso Apostolo. Considerando l'elevato numero di altari, questa chiesa rivestiva un ruolo molto importante nella vita religiosa di Legnano anche per via delle sue dimensioni e quindi, molto probabilmente, la chiesa di San Salvatore in canonica e la chiesa di San Salvatore, che è oggetto di questa trattazione, sono probabilmente lo stesso edificio religioso.
Il corpo principale della chiesa aveva una lunghezza di 26 metri e una larghezza di 18 metri. La chiesa di San Salvatore aveva un disposizione nord-sud con la parte absidale posizionata verso meridione. Gli interni della chiesa di San Salvatore erano affrescati da un pittore di epoca ottoniana e la copertura superiore dell'edificio era a capriate in legno.
Degli interni della chiesa di San Salvatore l'unica suppellettile che è giunta sino al XXI secolo è una pala d'altare del 1490 che è costituita da tre tavole. È stata realizzata dal Giampietrino e nel vecchio tempio era situata nell'abside di destra. Sprovvista della parte centrale che raffigurava una Madonna col Bambino, in seguito sostituita da statua lignea raffigurante l'Immacolata nell'atto di schiacciare il serpente, è conservata nella cappella dell'Immacolata della basilica di San Magno.
Secondo due cronisti medievali la salma di Leone da Perego venne inumata nella chiesa di San Salvatore. Dagli archivi della parrocchia di San Magno risulta invece che Leone da Perego fu invece inumato nella chiesa di Sant'Ambrogio.

### La demolizione

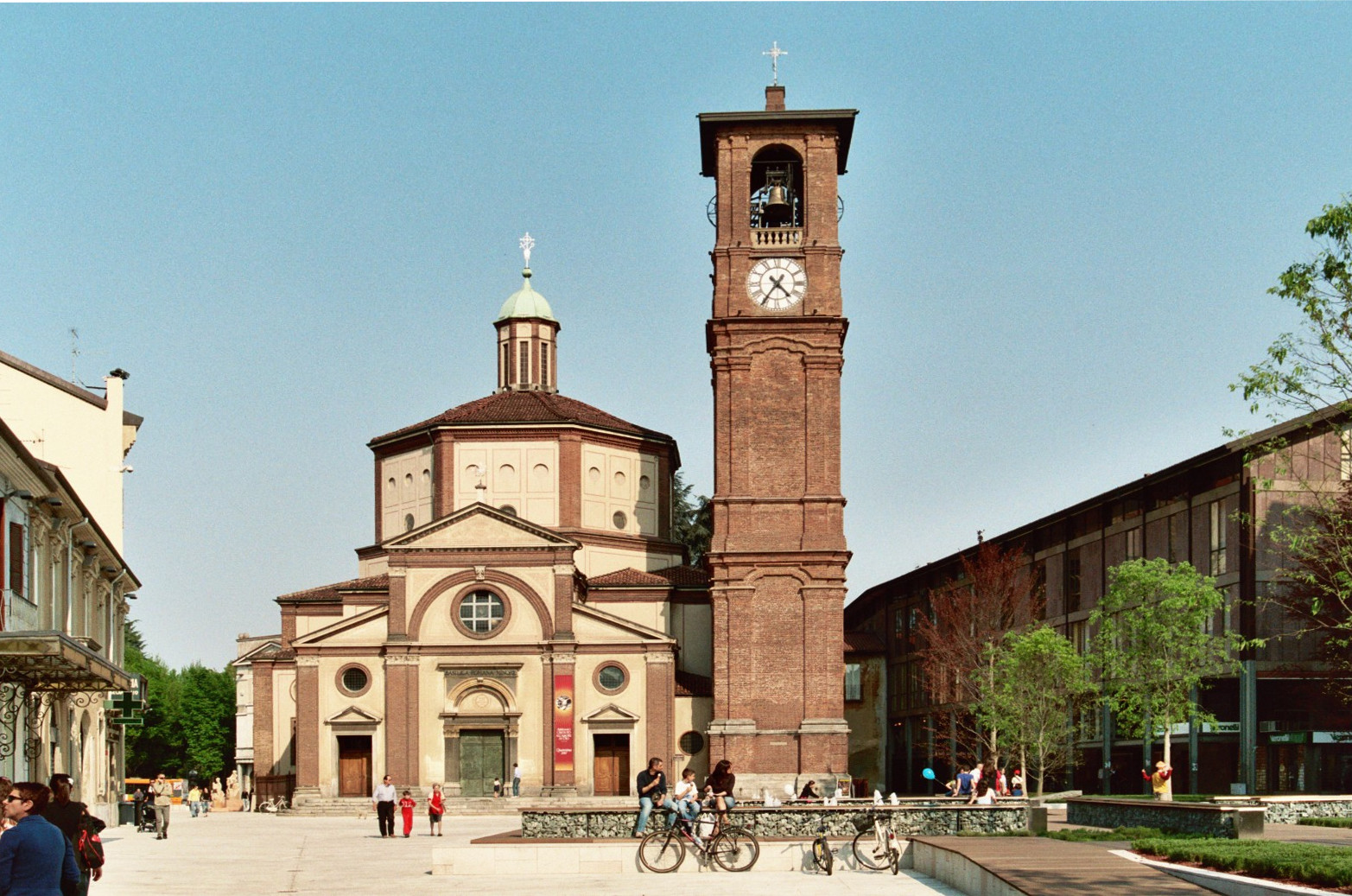
La basilica di San Magno, che ha sostituito la chiesa di San Salvatore

Già nel XV la chiesa di San Salvatore era minata da alcuni problemi di stabilità che erano originati dalla vetustà delle strutture e dalle infiltrazioni dell'acqua dell'Olonella che scorreva, come già accennato, poco distante. A peggiorare la situazione c'erano anche le frequenti inondazioni del fiume.
La chiesa di San Salvatore crollò parzialmente alla fine del XV secolo ed quindi i legnanesi ottennero dall'arcivescovo di Milano e da Ludovico il Moro, Duca di Milano, il permesso di demolire i resti del vecchio tempio e di costruire una nuova chiesa. Dato che l'aspetto generale della chiesa di San Salvatore era piuttosto sobrio, i legnanesi del XVI secolo decisero di edificare un tempio che fosse più sontuoso del precedente: la Legnano del XVI secolo, infatti, non era più il modesto borgo agricolo dell'epoca medievale, ma era diventata un centro abitato benestante sede di molte famiglie nobiliari che si era arricchito, tra l'altro, di diverse dimore gentilizie che impreziosivano, anche da un punto di vista artistico, il borgo. La chiesa di San Salvatore era pertanto superata anche da un punto di vista sociale e culturale.
Della vecchia chiesa di San Salvatore furono conservate le fondamenta dell'abside ed il campanile. Tale torre campanaria diventò poi il primo campanile della basilica di San Magno. Mantenne questa funzione fino al 1752, quando crollò per due terzi e fu sostituito dall'attuale. I suoi resti furono trasformati in una cappella, che è ancora visibile dietro al campanile attuale in corrispondenza del lato sud della basilica, vicino al passaggio coperto che attraversa il centro parrocchiale di San Magno. Tali resti sono riconoscibili per la presenza di una piccola porta e di sassi a vista.